# Molfetta Sportiva 1991-1992
Questa voce raccoglie le informazioni riguardanti  la Molfetta Sportiva nelle competizioni ufficiali della stagione 1991-1992.

## Rosa
| N. |                   | Ruolo | Calciatore             |
| -- | ----------------- | ----- | ---------------------- |
|    | Italia (bandiera) | P     | Saverio Abbrescia      |
|    | Italia (bandiera) | C     | Danilo Caldarola       |
|    | Italia (bandiera) | D     | Alessandro Casadei     |
|    | Italia (bandiera) | C     | Davide Castagna        |
|    | Italia (bandiera) | D     | Espedito Chionna (I)   |
|    | Italia (bandiera) | C     | Vincenzo De Bellis     |
|    | Italia (bandiera) | A     | Emanuele Del Zotti     |
|    | Italia (bandiera) | C     | Ercole Di Baia         |
|    | Italia (bandiera) | D     | Antonio Di Giovanni    |
|    | Italia (bandiera) | D     | Gianfranco Giancamilli |
|    | Italia (bandiera) | D     | Roberto Lattanzi       |
|    | Italia (bandiera) | C     | Lamberto Magrini       |

| N. |                   | Ruolo | Calciatore             |
| -- | ----------------- | ----- | ---------------------- |
|    | Italia (bandiera) | D     | Pietro Mancone         |
|    | Italia (bandiera) | A     | Giovanni Miccoli       |
|    | Italia (bandiera) | D     | Vincenzo Pepe          |
|    | Italia (bandiera) | A     | Vincenzo Massimo Rizzi |
|    | Italia (bandiera) | P     | Pantaleo Roca          |
|    | Italia (bandiera) | A     | Enrico Sambo           |
|    | Italia (bandiera) | D     | Vincenzo Tagliente     |
|    | Italia (bandiera) | C     | Vincenzo Tavarilli     |
|    | Italia (bandiera) | D     | Fabrizio Tridente      |
|    | Italia (bandiera) | C     | Vito Tuttisanti        |
|    | Italia (bandiera) | C     | Francesco Villirillo   |